# Brownswood Recordings
Brownswood Recordings is een Brits platenlabel, dat jazz, acid jazz, funk, soul, electronic dance en drum and bass uitbrengt. Het werd in 2006 opgericht door diskjockey Gilles Peterson en is gevestigd in Londen.
Artiesten op het label zijn onder meer Ben Westbeech, Heritage Orchestra, José James, Gilles Peterson en Ghostpoet.